# Torki al-Khalidi
Torki al-Khalidi (arabisch تركي نافع الخالدي, DMG Turkī Nāfiʿ al-Ḫālidī; * 4. August 1982 in al-Dschahra) ist ein kuwaitischer Handballspieler, der im Tor spielt. Der 1,90 Meter große und 75 Kilogramm schwere Handballtorwart spielt seit Karrierebeginn beim Khaitan SC. Er ist Mitglied der kuwaitischen Männer-Handballnationalmannschaft. Mit Kuwait nahm er an den Weltmeisterschaften 2007 und 2009 teil.